# Поляна (Хустський район)
Поля́на — село в Хустській міській громаді Закарпатської області в Україні.

## Назва
Перша згадка у 1892 році як Polyána.
Інші згадки: 1898 — Polyána, 1907, 1913 — Ernyésmező, 1925 — Hustec Poljana, 1930 — Polana, 1944 — Gernyésmező, Хустецполяна, 1983 — Поляна.

## Релігія
У межах села розташований монастир св. Івана Богослова та Церква св. Івана Богослова.
Засновником жіночого скиту став у 1936 р. парохіяльний священик Копашнева Георгій Кениз. Іван Поп виділив зі своєї землі біля гори Кузя 20 сотин, а решту заповів передати монастиреві після смерті. Г. Кениз збудував капличку, яку було освячено на Вербну неділю. Того ж літа розпочали будувати корпус на 8 келій. Першою ігуменею була черниця Магдалина (Марія Шелемба).
Нову церкву вирішили будувати за настоятельниці Євгенії у 1948 р. Стару капличку оточив зруб дерев’яної церкви з високим коробовим склепінням, у 1952 р. архімандрит Матфей освятив завершений храм.
Одним із майстрів привабливої невеликої споруди був Іван Гангур. Іконостас вирізьбив Георгій Фаркавець. Поряд збудували одноярусну каркасну дерев’яну дзвіницю, на якій встановили дзвін, виготовлений фірмою “Акорд” у 1936 р. — на кошти Івана Пенцеля та його дружини Ганни Кіндрат з Бистрого на Воловеччині.
У 1960 р. радянська влада закрила монастир, келії розібрали, але церква і дзвіниця залишилися.
Монастир відновили в 1992 році. Ігуменею стала черниця Любов (Криванич). Збудовано два цегляні корпуси келій. Біля дерев’яної церкви спорудили муровану каплицю Всіх святих.

## Туристичні місця
- Монастир св. Івана Богослова;

- Храм св. Івана Богослова;

- Мінеральні джерела.

## Населення

### Мова
Розподіл населення за рідною мовою за даними перепису 2001 року:
| Мова       | Кількість | Відсоток |
| ---------- | --------- | -------- |
| українська | 238       | 100%     |